# Współczesna Proza Światowa
Współczesna Proza Światowa – seria wydawnicza Państwowego Instytutu Wydawniczego, ukazująca się od 1968. Popularnie nazywana „czarną serią” była jedną z najpopularniejszych w Polsce serii prezentujących współczesną literaturę piękną. W ramach serii publikowane były dzieła przedstawicieli nowych nurtów literackich, uznanych debiutantów i najgłośniejszych autorów na świecie. Od 2015 PIW wznowił serię pod nazwą Proza światowa.

## Wybrane pozycje wydane w serii
- Norman Mailer Amerykańskie marzenie
- Muriel Spark Ballada o Peckham Rye, Pełnia życia panny Brodie
- E.L. Doctorow Billy Bathgate, Jezioro Nurów, Ragtime, Witajcie w Ciężkich Czasach
- Vladimir Nabokov Blady ogień, Dar, Lolita, Maszeńka, Pnin, Prawdziwe życie Sebastiana Knighta
- Günter Grass Blaszany bębenek, Szczurzyca
- Joseph Heller Coś się stało, Paragraf 22
- Iris Murdoch Czas aniołów, Dzwon, Henryk i Kato, Morze, morze
- Italo Calvino Długi dzień Ameriga, Jeśli zimową nocą podróżny, Opowieści kosmikomiczne
- Patrick White Drzewo człowiecze, Przepaska z liści, Voss, Węzeł, Wiwisekcja, Oko cyklonu
- Julio Cortázar Egzamin
- John Updike Farma, Muzea i kobiety oraz inne opowiadania, Szkoła muzyczna, Uciekaj, Króliku
- Jorge Luis Borges Fikcje
- John Maxwell Coetzee Foe, Mistrz z Petersburga, W sercu kraju, Życie i czasy Michaela K.
- Kenzaburō Ōe Futbol ery Manen, Sprawa osobista
- John Hawkes Gałązka limony; Krwawe pomarańcze
- Ismail Kadare Generał martwej armii, Potwór
- Gabriel García Márquez Generał w labiryncie, Sto lat samotności, Zła godzina
- Yasunari Kawabata Głos góry, Kraina śniegu, Śpiące piękności, Tysiąc żurawi
- Saul Bellow Henderson, król deszczu, Przypadki Augie'ego Marcha, Stan zawieszenia
- Umberto Eco Imię róży
- James Baldwin Inny kraj, Na spotkanie człowieka
- Boris Vian Jesień w Pekinie
- Marguerite Yourcenar Kamień filozoficzny
- Kōbō Abe Kobieta z wydm
- Bohumil Hrabal Lekcje tańca dla starszych i zaawansowanych, Postrzyżyny, Skarby świata całego, Taka piękna żałoba
- Ken Kesey Lot nad kukułczym gniazdem
- Camilo José Cela Mazurek dla dwóch nieboszczyków
- Flannery O’Connor Mądrość krwi; Gwałtownicy je porywają, Trudno o dobrego człowieka, W pierścieniu ognia
- Henry Roth Nazwij to snem
- John Barth Opowiadać dalej, Pływająca opera
- Mario Vargas Llosa Pantaleon i wizytantki, Rozmowa w „Katedrze”, Wojna końca świata
- Cesare Pavese Piękne lato
- Michel Tournier Piętaszek czyli Otchłanie Pacyfiku, Parking "Konwalia" i inne opowiadania
- José Donoso Plugawy ptak nocy, Ta niedziela
- John Simmons Barth Pływająca opera
- Manuel Puig Pocałunek kobiety-pająka
- Bernard Malamud Pomocnik
- Graham Greene Pożycz nam męża, Poopy
- Harry Mathews Przemiany
- William Faulkner Przypowieść, Requiem dla zakonnicy
- Mary McCarthy Ptaki Ameryki
- Kurt Vonnegut Rzeźnia numer pięć, Śniadanie mistrzów
- Richard Wright Syn swego kraju
- Isaac Bashevis Singer Sztukmistrz z Lublina
- Simone de Beauvoir Śliczne obrazki
- Ota Pavel Śmierć pięknych saren
- Ernest Hemingway Śmierć po południu
- Anthony Burgess Śmierć w Deptford
- Carlos Fuentes Święta strefa
- Jack Kerouac W drodze
- Michael Ondaatje W lwiej skórze
- Ladislav Fuks Wariacje na najniższej strunie
- Robert Coover Wieczór w kinie
- Sam Shepard Wielki sen o niebie
- Louis Aragon Wieśniak paryski, Wyrok śmierci
- Richard Adams Wodnikowe Wzgórze
- Susan Sontag Zestaw do śmierci
- Ernst Georg Schnabel Pieśń szósta, Ja i królowie
- Theodor Weissenborn Śpiew na dwa głosy nocną porą, Jak na wietrze dym
- Luis Spota Portret ze słów
- Willem Elsschot Hochsztapler Laarmans
- Donald Barthelme Osobliwości
- Johannes Urzidil Miedzioryt ze słoniem
- Guido Piovene Listy nowicjuszki
- Walentin Katajew Romans młodzieńczy
- Francois Nourissier W rytmie allemande
- Borislav Pekić Pielgrzymka Arsenijego Njegovana
- Walentin Rasputin Pożegnanie z Matiorą
- Jose Maria Arguedas Ludzka miłość, Lis z Gór i Lis z Nizin
- Yaşar Kemal Legenda Tysiąca Byków
- Morgan Sportes Dryfujące kontynenty
- Didier Decoin John Piekło
- Nodar Dumbadze Białe flagi
- Günter Steffens Bliżej szczęścia
- Heere Heeresma Dzień na plaży. Ryba
- Louis Paul Boon Zapomniana ulica, Menuet. Dwa koszmary
- Jean Stafford Zły charakter
- Juan Marsé Jeśli powiedzą ci, że padłem
- Wolfgang Koeppen Cieplarnia
- Ghassan Kanafani Głowa kamiennego lwa
- Ramón José Sénder Zu pływający anioł, Z życia Ignacia Morel
- Aimée Beekman Dom u rozstajnych dróg
- Carlo Cassola Lęk i smutek
- Mohammed Dib Królewski taniec
- Hans Joachim Sell Na tropach syna
- Svend Aage Madsen Odwiedziny
- Jurij Bondariew Brzeg
- Dino Buzzati Pustynia Tatarów
- Dragi Bugarcić Ślimak, ślimak, wystaw rogi
- Jaan Kross Kamienie z nieba, Trzy bicze czarnej śmierci, Cesarski szaleniec
- Akos Kertesz Makra, czyli cena przegranej
- Alexandru Ivasiuc Woda
- Ernst Augustin Zakład kąpielowy
- Roberto Arlt Siedmiu szaleńców
- Beppe Fenoglio Pewna prywatna sprawa
- Menyhért Lakatos Krajobraz widziany przez dym
- Alfred Andersch Spisek w Winterspelcie
- Gerti Tetzner Karen W.
- Gerd Fuchs Beringer i nieustający gniew
- Heinar Kipphardt Aleksander März
- Andrej Hieng Czarodziej
- Hugo Raes Faun z zimnymi różkami
- Albert Paris Gütersloh Historia o przyjaźni: powieść sokratyczna
- Siergiej Załygin Komisja
- Wiktor Astafjew Królowa ryb, Smutny kryminał. Życie przeżyć
- Carlo Emilio Gadda Poznawanie cierpienia
- Richard Adams Wodnikowe Wzgórze
- Sveta Lukić Kwiaty wodne
- Miodrag Bulatović Gullo Gullo, Ludzie o czterech palcach,
- Ferenc Karinthy Trzydzieści trzy
- Péter Nádas Koniec pewnej sagi rodzinnej
- Elio Vittorini Sycylijska rozmowa
- Włodzimierz Tiendriakow Sześćdziesiąt świec
- Christoph Hein Obcy przyjaciel, Śmierć Horna
- Maria Corti Godzina próby
- Robert André Lustrzany chłopiec
- Gerold Späth Komedia
- Andrzej Bitow Podróż do przyjaciela z lat dziecinnych
- Georges Olivier Châteaureynaud Fakultet Snów
- Radij Pogodin Ból
- Grigorij Kanowicz Świece na wietrze
- Gert Hofmann Na wieży
- Magda Szabó Staroświecka historia
- Slobodan Selenić Ci dwaj mężczyźni
- Drago Jančar Galernik
- Anatolij Kim Zbieracze ziół
- Emil Habibi Niezwykłe okoliczności zniknięcia niejakiego Saida Abu an-Nahsa z rodu Optysymistów
- Janka Bryl Wartki Niemen i inne opowiadania
- Władimir Makanin Antylider
- Grigorij Bakłanow Najmłodszy z braci
- Stefan Themerson Euklides był osłem, Wyspa Hobsona
- Finn Alnaes Musica
- Karl Krolow Inne życie. Chodząc. Melania
- Robert Nye Falstaff
- Anatolij Pristawkin Nocowała ongi chmurka złota
- Graeme Gibson Perpetuum mobile
- Wasil Bykow Piaskowisko, Zły znak
- Miroslav Krleža Sztandary
- Gamal al-Ghitani Barakat
- Slobodan Novak Już nie u siebie
- Czingiz Ajtmatow Golgota
- Matthias Mander Kazuar
- Isak Samokovlija Kadisz, modlitwa za umarłych
- Rosario Ferré Dom nad laguną
- Junichirō Tanizaki Tajemna historia pana Musashiego
- Maxine Hong Kingston China Men
- Jean Rouaud Pola chwały. O sławnych mężach
- Alasdair Gray Biedne istoty
- Louise Erdrich Leki na miłość
- Edmund White Zuch
- Jokum Rohde Księga Jonasza
- Cees Nooteboom Następna historia; Rytuały
- Christoph Ransmayr Morbus Kitahara
- Raymond Queneau Dzieła zebrane Sally Mary
- Sam Shepard Wielki sen o niebie
- Angus Wilson Co jedzą hipopotamy